# Harald Hundius
Harald Hundius (* 20. Februar 1939 in Hamburg) ist ein deutscher Südostasienwissenschaftler, insbesondere Thaiist. Er ist emeritierter Professor für Sprachen und Literaturen von Thailand und Laos.

## Leben
Hundius wurde 1971 an der Universität Frankfurt zum Dr. phil. promoviert. In seiner Dissertation übersetzte und analysierte er ein Reisegedicht des thailändischen Nationaldichters Sunthon Phu. Er erforschte von 1971 bis 1974 umfassend die Lan-Na-Handschriften in den acht nördlichsten Provinzen Thailands, von der Deutschen Forschungsgemeinschaft (DFG) finanziert. Von 1977 bis 1982 war er als wissenschaftlicher Mitarbeiter an der Universität Kiel tätig. Anschließend lehrte er bis 1992 im Rahmen einer DAAD-Dozentur an der Universität Chiang Mai. Mit einer Arbeit über Phonologie und Schrift des Nordthai habilitierte er sich 1991 an der Universität Freiburg.
Hundius lehrte von 1993 bis zu seiner Emeritierung 2005 als Professor für Sprachen und Literaturen von Thailand und Laos an der Universität Passau. Im Jahr 2000 verlieh ihm die Universität Chiang Mai die Ehrendoktorwürde in Lan-Na-Sprache und Literatur. Er führte von 1992 bis 2004 ein vom deutschen Auswärtigen Amt gefördertes Projekt zur Konservierung von Handschriften (zumeist Palmblattmanuskripte) an der Nationalbibliothek von Laos auf Mikrofilm durch. Ab 2007 leitete er mit Rüdiger Korff ein DFG-finanziertes Projekt zur Bereitstellung der digitalisierten laotischen Handschriften im Internet.

## Schriften (Auswahl)
- Das Nirāt Mǖang Klǟng von Suntho̜n Phū. Analyse und Übersetzung eines thailändischen Reisegedichts. Otto Harrassowitz, Wiesbaden 1976, ISBN 3-447-01780-5.
- Phonologie und Schrift des Nordthai (= Abhandlungen für die Kunde des Morgenlandes. Band 48.3). Franz Steiner, Stuttgart 1990, ISBN 3-515-04845-6.
- The colophons of thirty Pali manuscripts from Northern Thailand. In: Journal of the Pali Text Society. Band 14 (1990), S. 1–174, OCLC 1137076970.
- mit Hans Georg Berger, Volker Grabowsky und Martin Juergens: Monks and the camera. Buddhist Photography in Laos. Luang Prabang 2016, ISBN 978-1-941811-03-0.